# CLX
CLX (Component Library for Cross Platform) — крос-платформова бібліотека для розробки програм в операційних системах Microsoft Windows і Linux. Вона розроблена в березні 2001 року компанією Borland для використання в першому релізі середовища розробки Kylix. 
Бібліотека компонентів CLX бідніша у порівнянні з VCL. Тим не менше, її компоненти дозволяють створювати повноцінні додатки. В цілому склад компонентів CLX нагадує Палітру компонентів ранніх версій Delphi. Бібліотека CLX завантажується в Палітру компонентів при відкритті існуючого або створенні нового проєкту CLX.
Всі компоненти CLX, які мають аналоги в VCL, а таких більшість, мають ті ж імена, що і компоненти VCL. Оскільки при переносі компонентів з Палітри компонентів на форму відповідні модулі підключаються в проєкт автоматично, ніяких проблем з подвійним найменуванням не виникає.